# シュウ酸バリウム
シュウ酸バリウム(Barium oxalate)は、化学式 BaC2O4で表される、シュウ酸のバリウム塩である。白色無臭の粉末で、マグネシウムを含む特殊な火工品に緑色の炎色を与えるのに用いられることがある。

## 性質
かなり安定であるが、強酸とは反応する。皮膚に弱い刺激性を与える。摂取は毒であり、吐き気、腎臓障害、消化管の損傷等を引き起こす。
他の多くの炎色剤とは異なり、酸化剤ではなく還元剤である。水にはほとんど溶けず、加熱すると酸化型になる。

## 合成
シュウ酸バリウムの合成に必要な材料は、シュウ酸と水酸化バリウム（またはその八水和物）である。
シュウ酸水溶液と塩化バリウム水溶液から、以下の反応で合成することもできる。
{\displaystyle {\ce {BaCl2 + H2C2O4 -> BaC2O4 v + 2HCl}}}